# Castelo Kerelaw

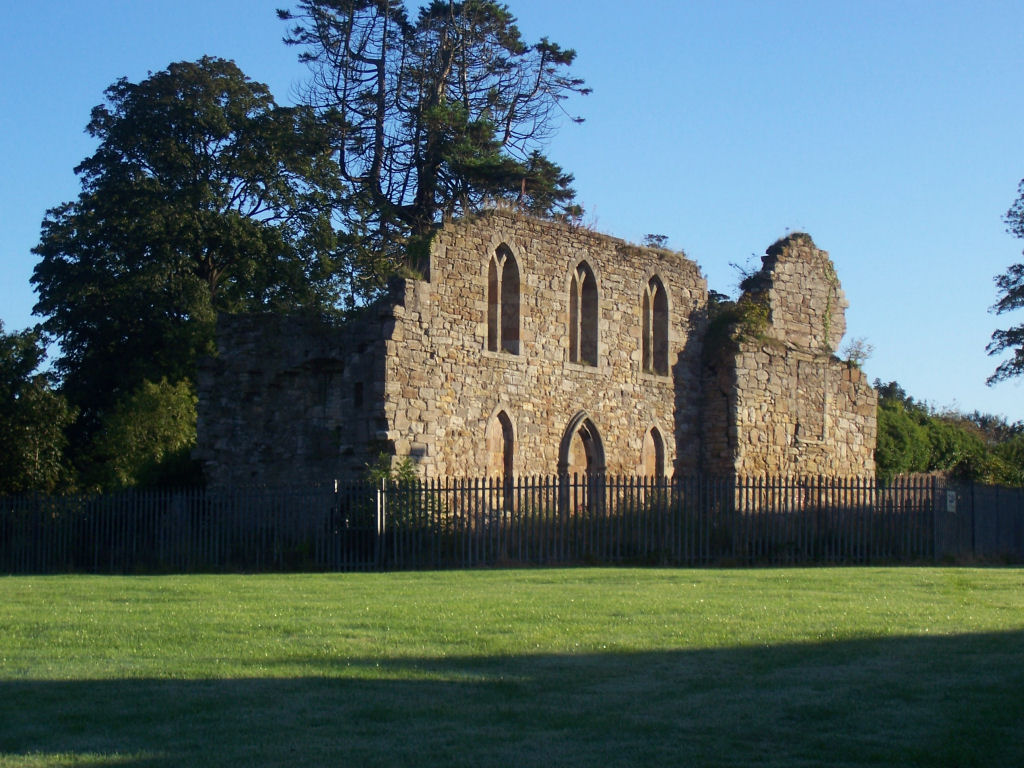
Castelo Kerelaw, Escócia.

O Castelo Kerelaw (em inglês:  Kerelaw Castle) é um castelo do século XII atualmente em ruínas localizado em Stevenston, North Ayrshire, Escócia.

## História
O castelo pertenceu à família Lockhart em 1191, sendo parcialmente destruído em 1488 e reconstruído em cerca de 1787 quando a Grange House foi erigida nas redondezas.
Encontra-se classificado na categoria "A" do "listed building" desde 14 de abril de 1971.

## Estilo
A porta central e janelas são em estilo gótico.